# Élections législatives de 1846 dans la Mayenne
Les élections législatives françaises de 1846 se déroulent le 1er août 1846. Dans le département de la Mayenne, cinq députés sont à élire dans le cadre d'un scrutin uninominal majoritaire.

## Élus
|   | Arrondissement | Député sortant                            |  | Parti                      | Député élu ou réélu                       |  | Parti                      |
| - | -------------- | ----------------------------------------- |  | -------------------------- | ----------------------------------------- |  | -------------------------- |
| = | Premier        | Charles-Guillaume Sourdille de La Valette |  | Opposition gouvernementale | Charles-Guillaume Sourdille de La Valette |  | Opposition gouvernementale |
| = | Deuxième       | Paul Boudet                               |  | Opposition gouvernementale | Paul Boudet                               |  | Opposition gouvernementale |
| = | Troisième      | Louis Chenais                             |  | Opposition gouvernementale | Louis Bigot                               |  | Opposition dynastique      |
| = | Quatrième      | Jean-Baptiste Letourneux                  |  | Opposition gouvernementale | Jean-Baptiste Letourneux                  |  | Opposition gouvernementale |
| = | Cinquième      | Étienne Duboys Fresney                    |  | Opposition républicaine    | Pierre René Martinet                      |  | Majorité gouvernementale   |

## Résultats

### Laval intra-muros
| Candidats        | Candidats                                   | Étiquette                  | Premier tour | Premier tour | Deuxième tour | Deuxième tour | Ballotage | Ballotage |
| Candidats        | Candidats                                   | Étiquette                  | Voix         | %            | Voix          | %             | Voix      | %         |
| ---------------- | ------------------------------------------- | -------------------------- | ------------ | ------------ | ------------- | ------------- | --------- | --------- |
|                  | Charles-Guillaume Sourdille de La Valette * | Opposition gouvernementale | 133          |              | 130           |               | 195       |           |
|                  | Auguste d'Elva                              | Opposition de droite       | 102          |              | 105           |               | 108       |           |
|                  | Jules Leclerc d'Osmonville                  | Majorité gouvernementale   | 100          |              | 102           |               |           |           |
|                  |                                             |                            |              |              |               |               |           |           |
| Inscrits         |                                             |                            |              |              |               |               |           |           |
| Votants          | Votants                                     | Votants                    | 339          |              | 340           |               | 305       |           |
| Exprimés         |                                             |                            |              |              |               |               |           |           |
| Blancs et perdus |                                             |                            |              |              |               |               |           |           |

*sortant

### Mayenne intra-muros
| Candidats        | Candidats                 | Étiquette                | Premier tour | Premier tour | Ballotage | Ballotage |  |
| Candidats        | Candidats                 | Étiquette                | Voix         | %            | Voix      | %         |  |
| ---------------- | ------------------------- | ------------------------ | ------------ | ------------ | --------- | --------- |  |
|                  | Louis Bigot               | Opposition dynastique    | 89           |              | 104       |           |  |
|                  | Alexis Auguste Lepescheux | Majorité gouvernementale | 62           |              | 85        |           |  |
|                  | Denis                     | Opposition               | 16           |              | 3         |           |  |
|                  | Joseph de Gasté           | Oppoition républicaine   | 11           |              |           |           |  |
|                  | Charles de Bourmont       | Opposition de droite     | 1            |              |           |           |  |
|                  |                           |                          |              |              |           |           |  |
| Inscrits         | Inscrits                  | Inscrits                 | 335          |              |           |           |  |
| Votants          | Votants                   | Votants                  | 193          |              | 203       |           |  |
| Exprimés         |                           |                          |              |              |           |           |  |
| Blancs et perdus |                           |                          |              |              |           |           |  |

*sortant

### Laval extra-muros
| Candidats        | Candidats                         | Étiquette                  | Premier tour | Premier tour | Ballotage | Ballotage |  |
| Candidats        | Candidats                         | Étiquette                  | Voix         | %            | Voix      | %         |  |
| ---------------- | --------------------------------- | -------------------------- | ------------ | ------------ | --------- | --------- |  |
|                  | Paul Boudet *                     | Opposition gouvernementale | 183          |              |           |           |  |
|                  | Louis Marie de Lahaye de Cormenin | Opposition de droite       | 4            |              |           |           |  |
|                  | Jean-Jacques Nibelle              | Indépendant                | 2            |              |           |           |  |
|                  |                                   |                            |              |              |           |           |  |
| Inscrits         | Inscrits                          | Inscrits                   | 335          |              |           |           |  |
| Votants          | Votants                           | Votants                    | 193          |              |           |           |  |
| Exprimés         |                                   |                            |              |              |           |           |  |
| Blancs et perdus |                                   |                            |              |              |           |           |  |

*sortant

### Mayenne exra-muros
| Candidats        | Candidats                  | Étiquette                  | Premier tour | Premier tour | Deuxième tour | Deuxième tour | Ballotage           | Ballotage |
| Candidats        | Candidats                  | Étiquette                  | Voix         | %            | Voix          | %             | Voix                | %         |
| ---------------- | -------------------------- | -------------------------- | ------------ | ------------ | ------------- | ------------- | ------------------- | --------- |
|                  | Jean-Baptiste Letourneux * | Opposition gouvernementale | 169          |              | 185           |               | 190                 |           |
|                  | Félix Parran               | Majorité gouvernementale   | 125          |              | 113           |               | 105                 |           |
|                  | Charles de Bourmont        | Opposition de droite       | 104          |              | 88            |               | Abstention indiquée |           |
|                  | Julien de Bourmont         | Opposition de droite       | 1            |              |               |               |                     |           |
|                  | Picot de Vahayes           | Opposition de droite       | 1            |              |               |               |                     |           |
|                  |                            |                            |              |              |               |               |                     |           |
| Inscrits         |                            |                            |              |              |               |               |                     |           |
| Votants          | Votants                    | Votants                    | 402          |              | 346           |               | 297                 |           |
| Exprimés         |                            |                            |              |              |               |               |                     |           |
| Blancs et perdus |                            |                            |              |              |               |               |                     |           |

*sortant

### Château-Gontier
| Candidats        | Candidats                                | Étiquette                  | Premier tour | Premier tour | Ballotage | Ballotage |  |
| Candidats        | Candidats                                | Étiquette                  | Voix         | %            | Voix      | %         |  |
| ---------------- | ---------------------------------------- | -------------------------- | ------------ | ------------ | --------- | --------- |  |
|                  | Pierre René Martinet                     | Majorité gouvernementale   | 302          |              |           |           |  |
|                  | Louis Juchault de Lamoricière            | Opposition gouvernementale | 196          |              |           |           |  |
|                  | Alfred Xavier de La Douespe du Fougerais | Opposition de droite       | 32           |              |           |           |  |
|                  |                                          |                            |              |              |           |           |  |
| Inscrits         | Inscrits                                 | Inscrits                   | 531          |              |           |           |  |
| Votants          |                                          |                            |              |              |           |           |  |
| Exprimés         |                                          |                            |              |              |           |           |  |
| Blancs et perdus |                                          |                            |              |              |           |           |  |

*sortant

## Sources
- L'Indépendant de l'Ouest, 6 août 1846
- Charles Almeras. Odilon Barrot, avocat et homme politique, 19 juillet 1791-6 août 1873. Paris : Editions Xavier Mappus, 1948.(lire en ligne)